# Wapakoneta
Wapakoneta is een stad in Ohio, Verenigde Staten. In 2010 had de plaats 9.867 inwoners. Het is de geboorteplaats van Neil Armstrong, de man die als eerste voet zette op de maan.
In de stad is het Armstrong Air and Space Museum gevestigd.

## Geografie
Volgens het United States Census Bureau beslaat de plaats een oppervlakte van 14,8 km², waarvan 14,7 km² land en 0,1 km² water. Wapakoneta ligt op ongeveer 273 m boven zeeniveau.

## Plaatsen in de nabije omgeving
De onderstaande figuur toont nabijgelegen plaatsen in een straal van 16 km rond Wapakoneta.

## Geboren in Wapakoneta
- Dudley Nichols (1895-1960), scenarioschrijver en filmregisseur
- Neil Armstrong (1930-2012), testpiloot en astronaut